# Rocky Siberie
Richmar Simon Sabino Siberie, dit « Rocky » Siberie, né le 24 mars 1982 à Willemstad sur l'île de Curaçao aux Antilles néerlandaises, est un footballeur international curacien évoluant au poste d'attaquant.

## Biographie

### Carrière en club
Formé chez les jeunes du Jong Colombia, Siberie a aussi pratiqué le baseball dans sa jeunesse avant de choisir le football et de continuer sa formation au SC Heerenveen. Il fait ses débuts professionnels en Eerste Divisie (2e division des Pays-Bas) au Cambuur Leeuwarden en 2003 avant de s'exiler vers d'autres destinations, principalement en Allemagne à trois reprises (FC Sankt Pauli, Wuppertaler SV et SV Straelen), mais aussi en Slovénie (NK Maribor) et à Malte (Valletta FC).
Il revient aux Pays-Bas en 2008 (FC Dordrecht) avant de partir pour l'Italie dans des clubs amateurs: Pro Settimo & Eureka (6e division) et ASD Ospedaletti (7e division), club où il évolue actuellement.

### Carrière en sélection

#### Équipe des Antilles néerlandaises
Siberie fait ses débuts internationaux sous le maillot de l'ancienne équipe des Antilles néerlandaises lors d'un match amical, le 17 janvier 2004, contre le Suriname où il marque un but (victoire 2-0). Il dispute cette même année les qualifications de la Coupe du monde 2006 (quatre matchs, un but marqué), puis en 2008 il participe aux éliminatoires du Mondial 2010 (deux matchs, aucun but marqué).

#### Équipe de Curaçao
Avec la dissolution des Antilles néerlandaises, survenue en 2010, Siberie poursuit sa carrière internationale avec l'équipe de Curaçao qui lui succède sur le plan international à partir de 2011. Il dispute notamment les éliminatoires de la Coupe du monde 2014 (six matchs joués pour six buts marqués).

#### Buts en sélection (Antilles néerlandaises + Curaçao)
| Buts en sélection de Rocky Siberie | Buts en sélection de Rocky Siberie | Buts en sélection de Rocky Siberie                                 | Buts en sélection de Rocky Siberie | Buts en sélection de Rocky Siberie | Buts en sélection de Rocky Siberie | Buts en sélection de Rocky Siberie |
|                                    | Date                               | Lieu                                                               | Adversaire                         | Score                              | Résultat                           | Compétition                        |
| ---------------------------------- | ---------------------------------- | ------------------------------------------------------------------ | ---------------------------------- | ---------------------------------- | ---------------------------------- | ---------------------------------- |
| 1.                                 | 17 janvier 2004                    | Willemstad (Curaçao)                                               | Suriname                           | 1-0                                | 2-0                                | Match amical                       |
| 2.                                 | 31 mars 2004                       | Ergilio Hato Stadion, Willemstad (Curaçao)                         | Antigua-et-Barbuda                 | 1-0                                | 3-0                                | QCM 2006                           |
| 3.                                 | 21 mai 2008                        | Ergilio Hato Stadion, Willemstad (Curaçao)                         | Suriname                           | 2-1                                | 2-1                                | Match amical                       |
| 4.                                 | 2 septembre 2011                   | Sir Vivian Richards Stadium, St John's (Antigua and Barbuda)       | Antigua-et-Barbuda                 | 5-2                                | 5-2                                | QCM 2014                           |
| 5.                                 | 11 octobre 2011                    | Stade Sylvio-Cator, Port-au-Prince (Haïti)                         | Haïti                              | 0-1                                | 2-2                                | QCM 2014                           |
| 6.                                 | 11 novembre 2011                   | Paul E. Joseph Stadium, Frederiksted (Îles Vierges des États-Unis) | Îles Vierges des États-Unis        | 0-1                                | 0-3                                | QCM 2014                           |
| 7.                                 | 11 novembre 2011                   | Paul E. Joseph Stadium, Frederiksted (Îles Vierges des États-Unis) | Îles Vierges des États-Unis        | 0-2                                | 0-3                                | QCM 2014                           |
| 8.                                 | 15 novembre 2011                   | Ergilio Hato Stadion, Willemstad (Curaçao)                         | Îles Vierges des États-Unis        | 2-0                                | 6-1                                | QCM 2014                           |
| 9.                                 | 15 novembre 2011                   | Ergilio Hato Stadion, Willemstad (Curaçao)                         | Îles Vierges des États-Unis        | 5-1                                | 6-1                                | QCM 2014                           |